# Пеша
Пеша (італ. Pescia) — муніципалітет в Італії, у регіоні Тоскана, провінція Пістоя.
Пеша розташована на відстані близько 270 км на північний захід від Рима, 50 км на захід від Флоренції, 20 км на захід від Пістої.
Населення — 19 740 осіб (2014).

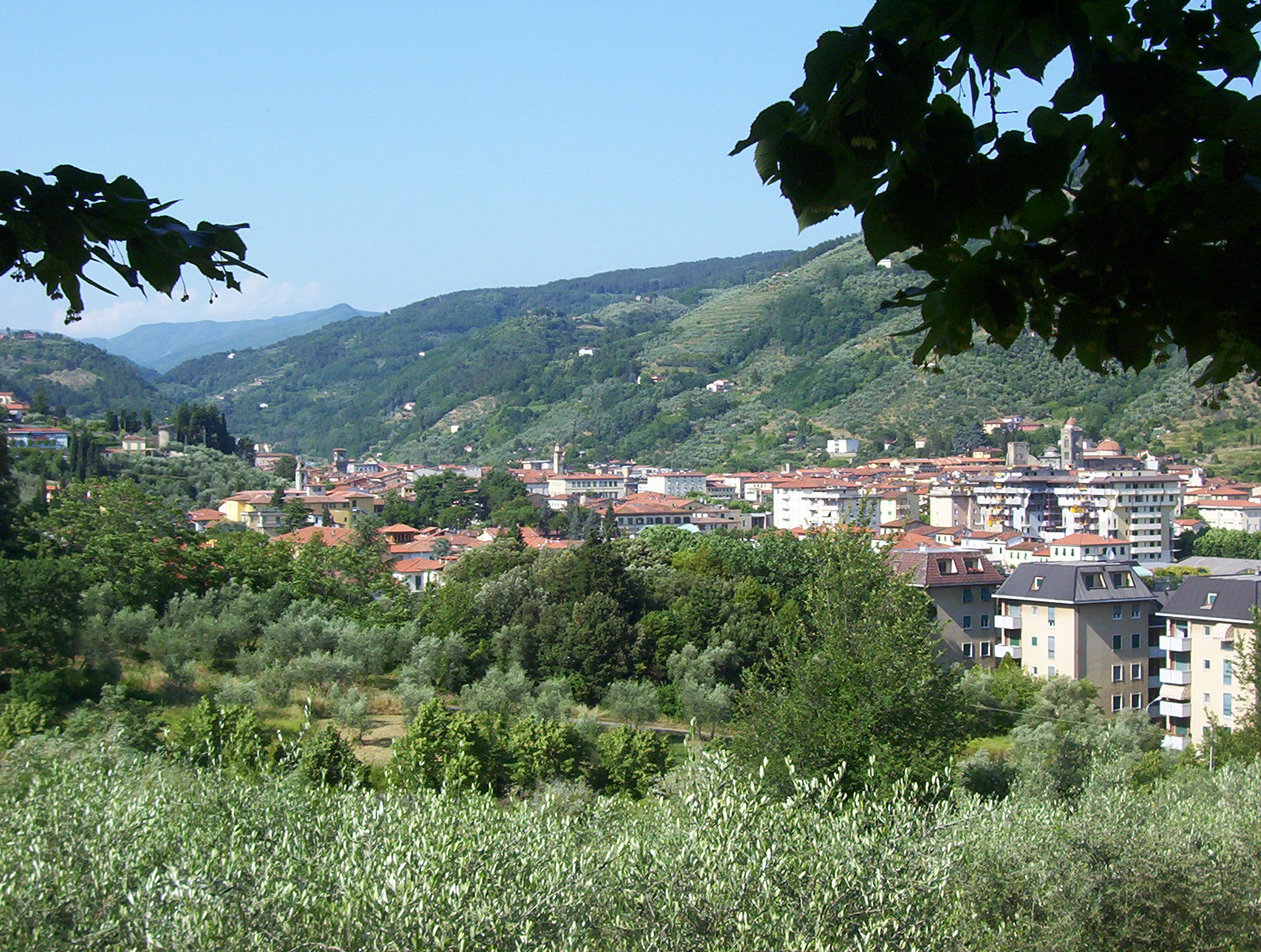

Щорічний фестиваль відбувається 6 лютого. Покровитель — Santa Dorotea.

## Демографія
Населення за роками:

Станом на 1 січня 2023 року в муніципалітеті офіційно проживало 2597 іноземців з 81 країни, серед них 598 громадян країн Євросоюзу та 30 громадян України.

## Уродженці
- Джампаоло Паццині (*1984) — італійський футболіст, нападник.

## Сусідні муніципалітети
- Баньї-ді-Лукка
- Буджано
- Капаннорі
- К'єзіна-Уццанезе
- Марліана
- Масса-е-Коцциле
- Монте-Карло
- Пітельйо
- Уццано
- Вілла-Базиліка